# Haiti na Letních olympijských hrách 1924
Haiti se účastnila Letní olympiády 1924 ve francouzské Paříži. Zastupovalo ji 8 sportovců.

## Medailisté
| Medaile | Jméno                                                                         | Sport             | Soutěž                    |
| ------- | ----------------------------------------------------------------------------- | ----------------- | ------------------------- |
| Bronz   | Ludovic Augustin Destin Destine Eloi Metullus Astrel Rolland Ludovic Valborge | Sportovní střelba | muži družstvo 300 m puška |